# Mr.Beast
もしかして
- MrBeast

ではありませんか？